# Le Pèlerin enchanté
Le Pèlerin enchanté (en russe : Очаро́ванный стра́нник), aussi connu en français sous les titres Le Voyageur enchanté ou Le Vagabond ensorcelé, est un récit de Nikolaï Leskov, écrit en 1872-1873. Il fait partie du cycle des Pravedniki (Les hommes justes) dans son œuvre.

## Histoire de la création et de la publication
L'été 1872, Leskov fait un voyage sur le lac Ladoga jusqu'à l'île de Valaam, où vivent des moines et jusqu'à la ville de Koréla. C'est alors que lui vient l'idée d'écrire l'histoire d'un pèlerin voyageur russe. Dès la fin de l'année, le livre est écrit et est intitulé Télémaque des terres noires, puis est proposé à la publication au rédacteur de la revue ''Rousski vestnik'' (ru). Mais le rédacteur de la revue, Mikhaïl Katkov refuse.
Le récit est alors publié dans le journal Le Monde russe (ru), du 8 août 1873 au 19 septembre 1873 sous l'intitulé Le Pèlerin enchanté, sa vie, ses opinions, ses aventures. Il est dédié à Sergueï Koucheliov (ru), général russe (dans la maison duquel a lieu la première lecture du récit).

## Caractéristique littéraires
L'histoire est présentée sous la forme d'un conte qui serait la reproduction d'un discours oral, une imitation d'un récit d'improvisation. La manière de parler du narrateur, Ivan Sévérianytch, est reproduite, mais également celle des personnages dont il parle.
Le récit est divisé en 20 chapitres, le premier étant un prologue tandis que ceux qui suivent sont des histoires séparées qui racontent des épisodes de la vie du héros. La logique narrative n'est pas déterminée par la chronologique des évènements, mais par le souvenir et les associations d'idées du narrateur (« ce dont je me souviens, cela, si vous le permettez je peux vous le dire »).
Formellement, l'histoire révèle des similitudes avec les canons de la vie : une histoire sur l'enfance, une biographie cohérente, la lutte contre les tentations.
Pour le critique Ettore Lo Gatto, le grotesque leskovien est fondé sur le pittoresque, élément de premier ordre pour conquérir le lecteur et pour masquer en même temps hommes et choses. C'est ce goût du pittoresque qui a fourni à Leskov le point de départ de ses meilleurs récits parmi lesquels Le Pèlerin ensorcelé. 
Dans ses commentaires, I. Serman considère que la forme donnée par Leskov à ce récit rappelle les voyages de Don Quichotte à la recherche de rivaux et même dans une certaine mesure le roman de Fénelon Télémaque à la recherche d'Ulysse. Pour ce critique, c'est peut-être le récit le plus riche de Leskov du fait de ses intrigues. Celles-ci se suivent et sont enfilées comme des perles sur un fil, et chaque perle est suivie par une autre pour former un collier.
En 2013, ce récit a été inclus dans la liste (par ordre alphabétique : no 67, deuxième colonne) des 100 livres pour les étudiants de la fédération de Russie à titre d'incitation à la lecture personnelle.

## Éditions françaises
- Le voyageur enchanté, traduit par Victor Derély, Paris, Albert Savine, 1892
- Le vagabond ensorcelé, traduit par Boris de Schlœzer, Éditions de La Pléiade, 1925
- Le Pèlerin enchanté, traduit par Boris de Schlœzer, Paris, Charlot, 1947
- Le Vagabond ensorcelé, traduit par Georges Arout, Paris, Éditions de Flore, 1947 ; réédition Lausanne/Paris, L'Âge d'Homme, coll. « Archipel slave » no 6, 2009
- Le Pèlerin enchanté, traduit par André Chédel, La Nouvelle Bibliothèque, La Chaux-de-Fonds, 1949
- Le Pèlerin enchanté. Oeuvres choisies, Éditions en Langues Étrangères, Moscou, traduit du russe par Alice Oran et Harold Lusternik.
- Le Vagabond ensorcelé, traduit par J. M. Jasienko, Lausanne, La Guilde du Livre, 1951
- Le Voyageur enchanté, traduit par Victor Derély et Albert Savine, traduction revue et annotée par Valentina Chepiga, Paris, Macha, coll. « Merveilles de la littérature : russe bilingues », 2021

## Mise en scène à l'opéra
- 2002 : l'opéra Le Pèlerin enchanté de Rodion Chedrine

## Cinéma
- 1990 : Le Pèlerin enchanté de la réalisatrice russe Irina Poplavskaïa